# 太陽を消さないで
「太陽を消さないで」（Don't Let It Die）は、音楽プロデューサーのノーマン・スミスが“ハリケーン・スミス”名義で1971年に発表した楽曲。全英2位を記録。

## 概要
デビュー・シングルの「ラヴ・ミー・ドゥ」から『ラバー・ソウル』までビートルズの作品のエンジニアを務めたノーマン・スミスは、1967年からはプロデューサーとしてピンク・フロイドやプリティ・シングスのレコードの制作に関わるにようになった。
1971年、スミスは、ジョン・レノンが歌うことを想定して環境問題をテーマにした楽曲「Don't Let It Die（邦題：太陽を消さないで）」を書いた。
「山の斜面に花は咲きほころび／川は永遠に流れ続ける／謎に満ちたジャングルの生きものたち／どうか死なせないで／自由気ままなトラやカンガルー／でもそのものたちの運命は僕次第だし、君たち次第でもある」
デモ・テープを聴いたミッキー・モストは、スミス自身の作品としてリリースするよう彼に助言。スミスは“ハリケーン・スミス”名義で同年5月14日、シングルとして発売した。編曲もスミスが行った。
全英シングルチャートで2位を記録。アイルランドで9位、ニュージーランドで8位を記録するなど、思わぬヒットとなった。
同年の英国作曲家賞（現・アイヴァー・ノヴェロ賞）の「Best Song Musically and Lyrically」部門を受賞した。